# Chionoecetes angulatus
Chionoecetes angulatus — морской глубоководный краб из рода Chionoecetes семейства Oregoniidae.
Длина карапакса 98, а ширина 95 мм. Обитает в северо-восточной части Тихого океана от Командорских островов до центральной части Охотского моря, и от островов Прибылова до Орегона. Встречается на глубине от 90 до 2600 м. Охранный статус вида не оценён. Ограниченно добывается российскими рыбопромышенниками по выделяемым ежегодно квотам